# Hrabstwo Johnson (Teksas)

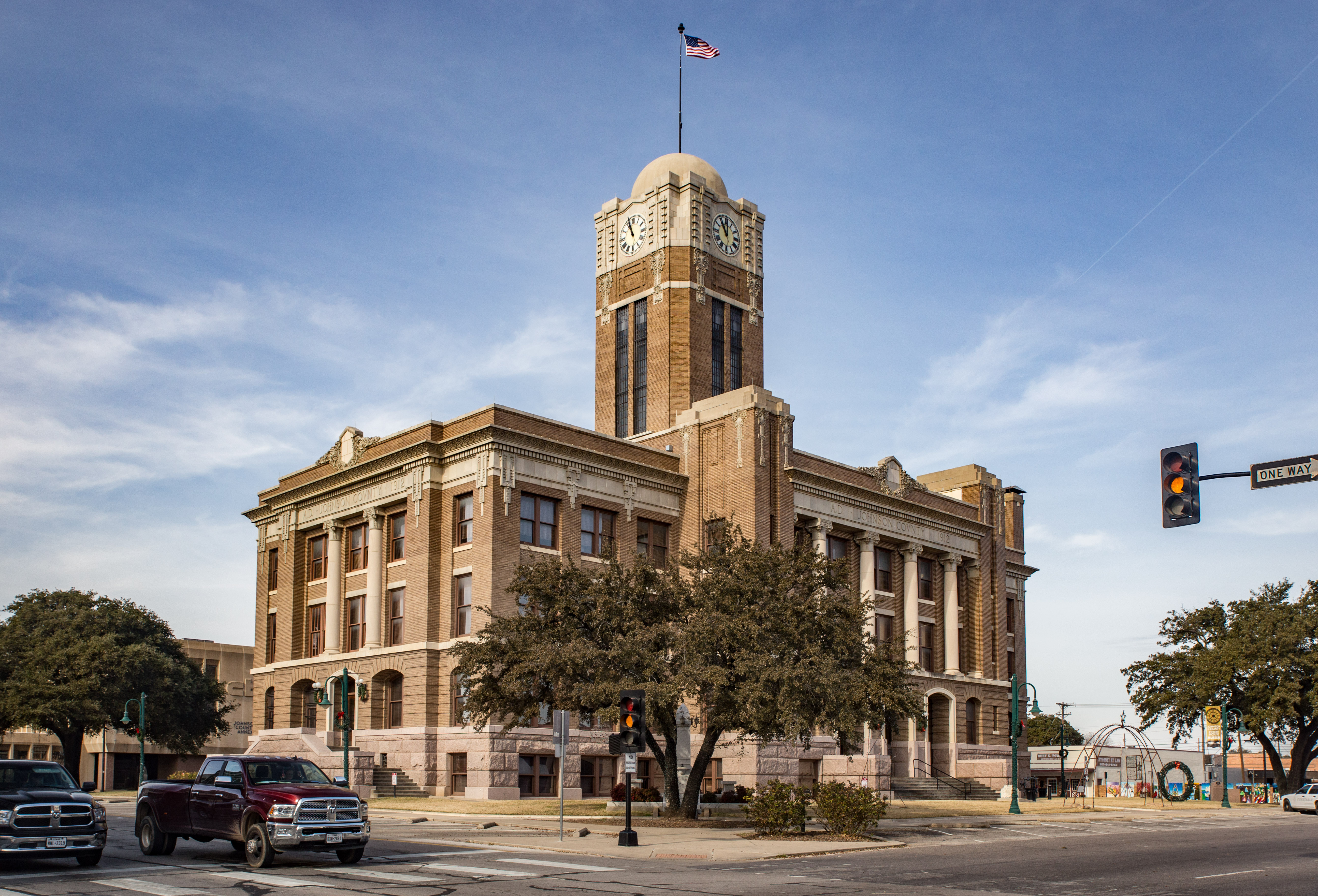
Gmach sądu hrabstwa Johnson w Cleburne

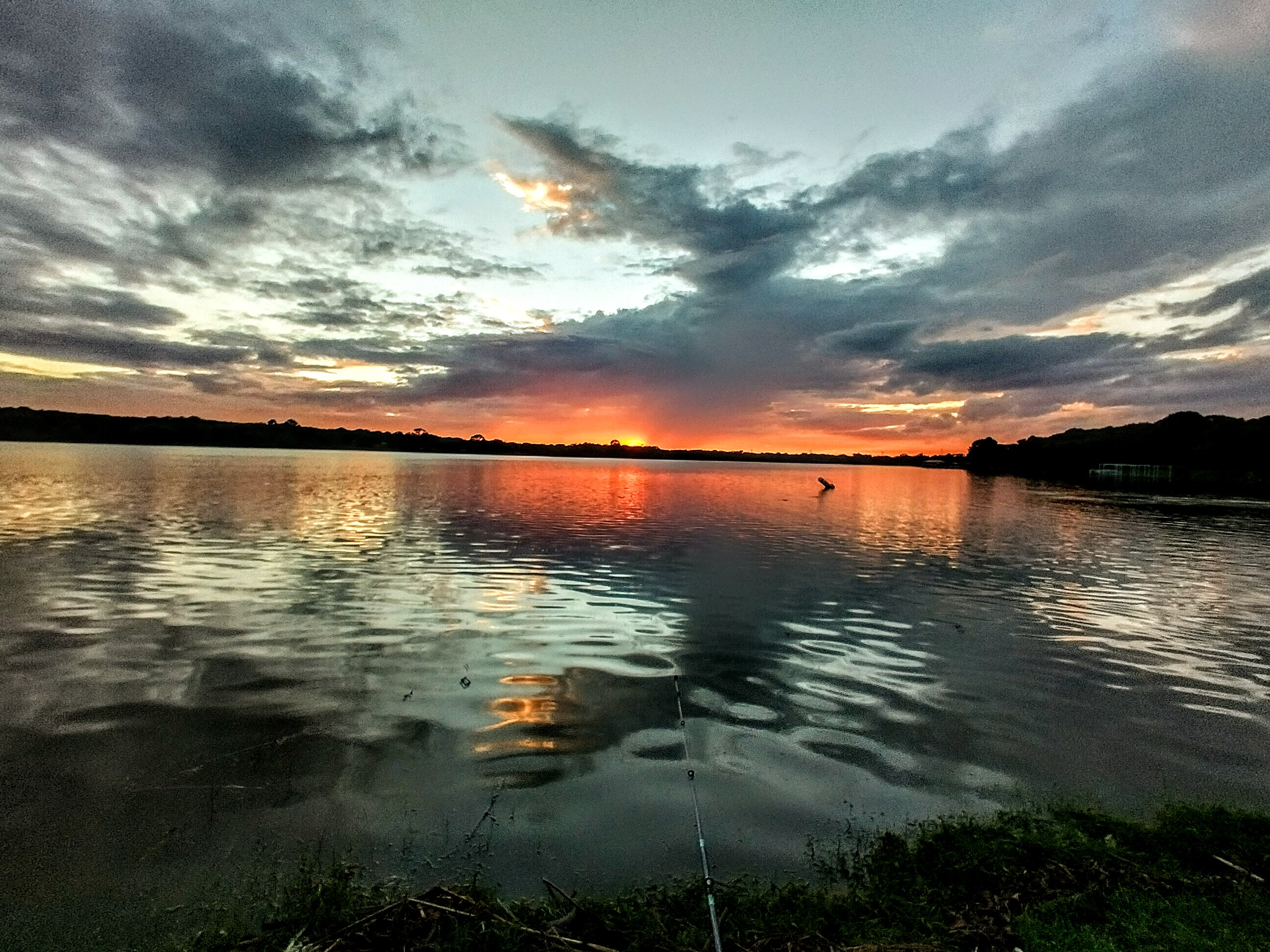
Jezioro Alvarado

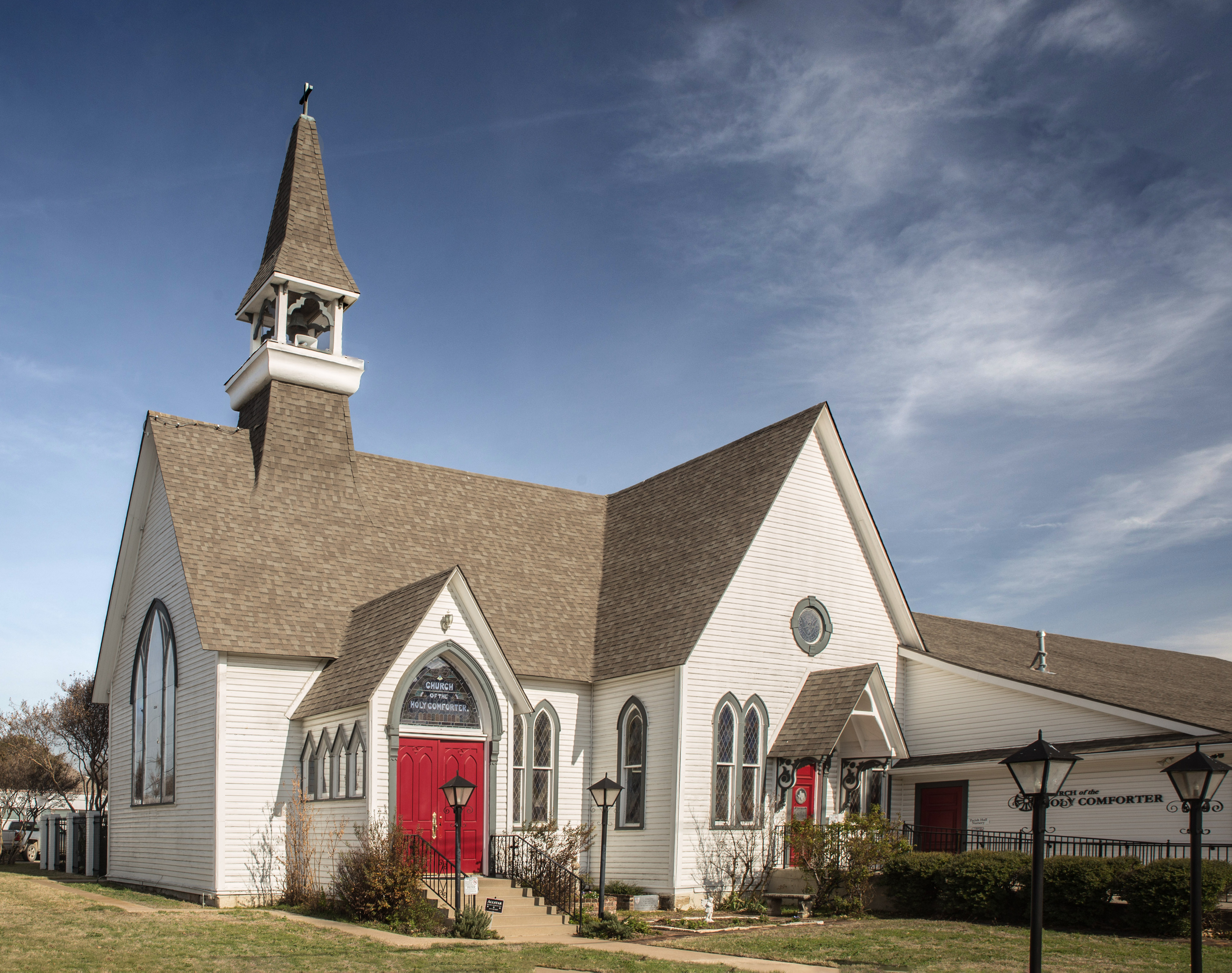
Zabytkowy kościółek anglikański w Cleburne

Hrabstwo Johnson – hrabstwo położone w USA, w stanie Teksas, będące południową częścią metroplexu Dallas/Fort Worth. Utworzone w 1854 r. Siedzibą hrabstwa jest miasto Cleburne, a największym miastem Burleson. Według danych z 2023 roku liczy 202,9 tys. mieszkańców.
Hrabstwo jest domem dla Southwestern Adventist University (miasto Keene) – prywatnej uczelni sztuk wyzwolonych, związanej z Kościołem Adwentystów Dnia Siódmego.

## Historia
Pierwsza linia kolejowa, która została zbudowana w hrabstwie, przebiegała przez Venus w 1854 r. W 1881 r. Cleburne zostało połączone koleją z Dallas. 

## Gospodarka
Średni dochód gospodarstwa domowego (dane z 2022) w hrabstwie wynosi 77 058 dolarów, zaś dochód na mieszkańca 32 728 dolarów. 10% mieszkańców żyje poniżej relatywnej granicy ubóstwa.
Ważną rolę w gospodarce hrabstwa pełnią: hodowla koni (11. miejsce w stanie), uprawa drzewek świątecznych (13. miejsce), wydobycie gazu ziemnego (19. miejsce), hodowle kóz i owiec (28. miejsce), bydła mlecznego (22. miejsce), trzody chlewnej i drobiu. Hrabstwo ma także znaczącą produkcję siana, upraw kukurydzy, pszenicy, sorgo, soi, oraz akwakulturę.  

## Sąsiednie hrabstwa
- Hrabstwo Tarrant (północ)
- Hrabstwo Dallas (północny wschód)
- Hrabstwo Ellis (wschód)
- Hrabstwo Hill (południe)
- Hrabstwo Bosque (południowy zachód)
- Hrabstwo Somervell (południowy zachód)
- Hrabstwo Hood (zachód)
- Hrabstwo Parker (północny zachód)

## Miasta
- Burleson
- Alvarado
- Briaroaks
- Cross Timber
- Cleburne
- Coyote Flats
- Godley
- Grandview
- Joshua
- Keene
- Rio Vista
- Venus

## Demografia
W latach 2010–2020 populacja hrabstwa wzrosła o 19,2% do 179,9 tys. mieszkańców. Według danych pięcioletnich z 2022 roku, 81,5% mieszkańców stanowili biali (68,1% nie licząc Latynosów), 23,6% Latynosi, 4,5% czarni lub Afroamerykanie, 8,5% było rasy mieszanej, 1,1% miało pochodzenie azjatyckie, 0,38% stanowiła rdzenna ludność Ameryki i 0,04% pochodziło z wysp Pacyfiku.
Do największych grup należały osoby pochodzenia: „amerykańskiego” (27,9%), meksykańskiego (20,9%), angielskiego (8,3%), niemieckiego (7,6%), irlandzkiego (6,3%) i afroamerykańskiego.

## Religia
Według danych spisowych z 2020 roku, religijność hrabstwa zdominowana jest przez wspólnoty protestanckie (gł. baptystyczne – bd, metodystyczne – 5,3 tys., zielonoświątkowców – bd, adwentystów dnia siódmego – 5 tys., campbellitów – 3,7 tys., prezbiterian – 3,7 tys. i innych ewangelikalnych – bd). Inne religie obejmują łącznie mniej niż 5% populacji, w tym ponad tysiąc wyznawców mają także katolicy (3,3 tys.), mormoni (1,8 tys.) i świadkowie Jehowy (1,4 tys.).